# Spiekerstraße 12a

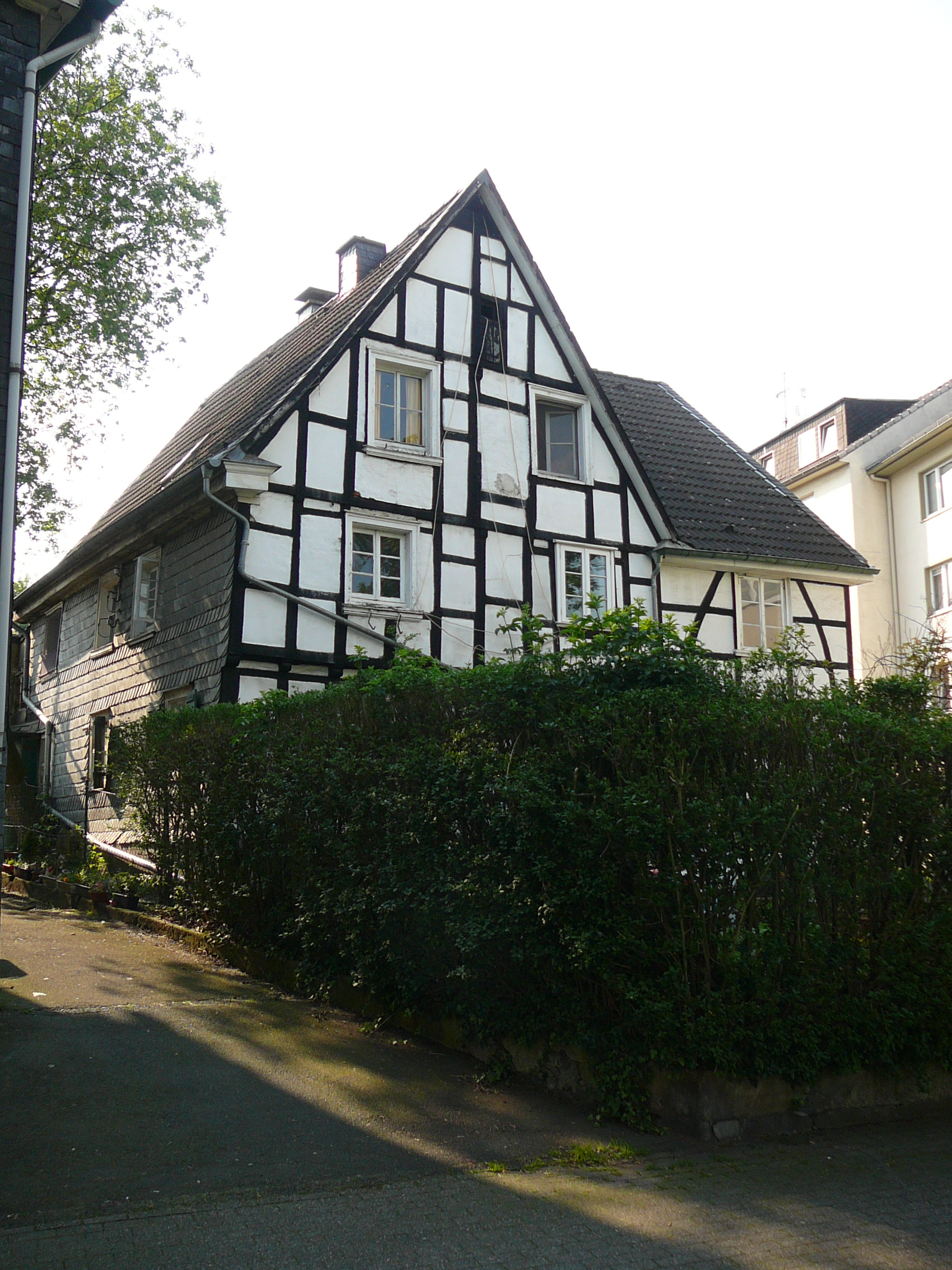
Spiekerstraße 12a

Das zweigeschossige Wohnhaus Spiekerstraße 12a gehört zu den ältesten noch erhaltenen historischen Gebäuden in Heckinghausen, einem Stadtbezirk von Wuppertal. Das giebelständige Haus in Fachwerkkonstruktion wurde 1608 von Hans Heckinghaus errichtet.
Am 19. April 1990 wurde das Haus als Baudenkmal in die Denkmalliste eingetragen.